# Mbaye Diagne (Fußballspieler)
Mbaye Diagne (* 28. Oktober 1991 in Dakar) ist ein senegalesischer Fußballspieler und steht seit 2025 beim Zweitligisten Amed SK in der Türkei unter Vertrag.

## Karriere

### Verein
Diagne spielte während seiner Jugend in Italien für die ASD Brandizzo. 2012 verpflichtete ihn der Viertligist AC Bra. Für den Verein aus der Region Piemont erzielte der Senegalese in 29 Ligaspielen 23 Tore und wurde im Sommer 2013 von Juventus Turin verpflichtet und an den AC Ajaccio ausgeliehen. Es folgten weitere Leihen an Lierse SK, al Shabab und den KVC Westerlo.
Für Juventus Turin kam er zu keinem Pflichtspieleinsatz und wurde 2015 nach Ungarn an Újpest Budapest verkauft. Hier erzielte der Stürmer elf Tore in 14 Ligaspielen. Am 6. Februar 2016 wechselte Diagne zu Tianjin Teda. Dort spielte er zwei Jahre lang und wechselte anschließend zu Kasımpaşa Istanbul.
Am letzten Tag der Wintertransferperiode 2018/19 wechselte Diagne zu Galatasaray Istanbul. Die Gelb-Roten zahlten an Kasımpaşa Istanbul eine Ablöse in Höhe von 10 Millionen Euro. Diagne wurde mit Galatasaray türkischer Meister und Pokalsieger und stellte mit 30 Ligatoren in der Süper Lig einen neuen Rekord für einen Ausländer, der die meisten Tore in einer Süper Lig Saison geschossen hat und krönte sich noch zum Torschützenkönig.
Kurz vor dem Ende der Sommertransferperiode wurde Diagne an FC Brügge ausgeliehen. Der belgische Klub bezahlte eine Leihgebühr von 3,35 Millionen Euro, außerdem hat der FC Brügge eine Kaufoption in Höhe von 13 Millionen Euro, die bis zum 30. Juni 2020 gültig ist.
Beim Champions-League-Spiel gegen Paris St. Germain am 6. November 2019 schoss er in der 76. Minute entgegen den taktischen Vorgaben des Trainers einen Elfmeter und verschoss diesen. Der FC Brügge verlor dieses Spiel 0:1. In der Folge wurde er vom Verein mit einer Geldstrafe belegt und bis zum Abbruch der Saison 2019/20 infolge der COVID-19-Pandemie nicht mehr im Spieltagskader berücksichtigt. In Absprache mit Galatasaray Istanbul sollte Diagne sich in der Winterpause einen neuen Verein suchen. Er kehrte aber zwei Wochen nach dem vereinbarten Termin ohne Ergebnis nach Brügge zurück. Mit Ablauf der Ausleihe gehörte er wieder zum Kader von Galatasaray Istanbul. Am 29. Januar 2021 wechselte Diagne auf Leihbasis zu West Bromwich Albion. Bei West Bromwich Albion kam Diagne zu 16 Ligaspielen und erzielte drei Tore. Der Vertrag zwischen Galatasaray und Diagne wurde im Februar 2022 aufgelöst. Zur Saison 2022/23 sollte ein neuer Vertrag zwischen Klub und Spieler ausgehandelt werden.
Während der Vorbereitung zur Saison 2022/23 wechselte Diagne ablösefrei zu Fatih Karagümrük SK. Mitte Juli 2023 wechselte er nach Saudi-Arabien zum Zweitligisten al-Qadisiyah. Am Ende der Saison 2023/24 feierte er mit dem Verein aus Khobar die Meisterschaft und den Aufstieg in die erste Liga. Mit 26 Toren wurde er Torschützenkönig der Liga. Anschließend ging Diagne für eine Spielzeit weiter zum Ligarivalen Neom SC und traf dort 14 Mal in 22 Ligapartien. Im Sommer 2025 kehrte er dann in die Türkei zurück und wechselte zum Zweitligisten Amed SK. 

### Nationalmannschaft
Diagne absolvierte sein erstes Länderspiel für den Senegal am 9. September 2018 gegen Madagaskar. Im Mai 2019 wurde er von Nationaltrainer Aliou Cissé in den senegalesischen Kader für den Afrika-Cup 2019 berufen. Dort wurde er in einem Gruppenspiel sowie ab dem Achtelfinale bis zum Finale eingesetzt. Das vorerst letzte seiner elf Länderspiele absolvierte Diagne am 30. März 2021 bei der Africa Cup-Qualifikation gegen Eswaniti (1:1).

## Erfolge
Galatasaray Istanbul
- Türkischer Fußballpokal: 2019
- Türkischer Meister: 2019

 FC Brügge 
- Belgischer Meister: 2020

## Auszeichnungen
Süper Lig
- Torschützenkönig: 2018/19 (30 Tore)

Saudi First Division League
- Torschützenkönig: 2023/24 (26 Tore)